# Yeşilköy, Kürtün
Yeşilköy là một xã thuộc huyện Kürtün, tỉnh Gümüşhane, Thổ Nhĩ Kỳ. Dân số thời điểm năm 2008 là 168 người.